# سنتر جانکشن (آیووا)
سنتر جانکشن (به انگلیسی: Center Junction) شهری در ایالت آیووا کشور ایالات متحده آمریکا است که جمعیت آن در سرشماری سال ۲۰۱۰ میلادی، ۱۱۱ نفر بوده‌است.